# Jekaterina Alexandrowna Lobyschewa
Jekaterina Alexandrowna Lobyschewa (russisch Екатерина Александровна Лобышева; * 13. März 1985 in Kolomna) ist eine ehemalige russische Eisschnellläuferin. Ihre größten Erfolge sind zwei Bronzemedaillen im Team bei Olympischen Winterspielen sowie 16 nationale Meistertitel zwischen 2004 und 2016.

## Werdegang
Lobyschewa gewann über die 1000-Meter-Distanz im März 2004 ihren ersten russischen Meistertitel. Kurz zu vor debütierte sie im Januar 2004 beim Weltcup in Hamar. In der Saison 2005/06 startete sie an gleicher Stelle erstmals bei der Mehrkampf-Europameisterschaft. Nachdem sie dabei über die 500 Meter die Bestzeit lief, jedoch diese Platzierung über die längeren Strecken nicht wiederholen konnte, beendete sie die Meisterschaften am Ende auf Rang sechs. Damit qualifizierte sie sich auch für die Eisschnelllauf-Mehrkampfweltmeisterschaft 2006 in Calgary. Zudem startete Lobyschewa kurz darauf bei den Olympischen Winterspielen 2006 in Turin. Dort gewann sie nach durchwachsenen Einzelergebnissen in der Teamverfolgung die Bronzemedaille. Bei der Weltmeisterschaft im März wurde Lobyschewa schließlich 13. der Gesamtwertung.
Im Januar 2007 lief Lobyschewa in Heerenveen erstmals in einem Einzelrennen als Siebente unter die besten zehn. Bei der Mehrkampf-Europameisterschaft 2007 erreichte sie den 13. Platz. Im Dezember des gleichen Jahres gewann Lobyschewa auf der Heimbahn in Kolomna den russischen Mehrkampftitel.
Im März 2008 wurde Jekaterina Lobyschewa vom russischen Verband aufgrund einer Schlägerei mit ihrer Teamkollegin Jekaterina Abramowa beim Weltcup in Heerenveen verwarnt, während Abramowa für ein Jahr für alle nationalen und internationalen Meisterschaften inklusive Weltcuprennen gesperrt.
In Vancouver bei den Olympischen Winterspielen 2010 blieb Lobyschewa ohne Medaillenerfolg. Im März 2011 feierte sie mit dem Team in Tscheljabinsk einen weiteren russischen Meistertitel. Im Dezember des gleichen Jahres folgte im Vierkampf in Moskau Titel Nummer 15.
Bei den Olympischen Winterspielen 2014 in Sotschi lief Lobyschewa lediglich über die 1500 Meter als Achte unter die besten zehn. Mit dem Team wiederholte sie gemeinsam mit Olga Graf und Julija Skokowa den Erfolg von 2006 und gewann erneut Bronze, nachdem man im Halbfinale an Polen gescheitert war, jedoch im Vergleich zu den anderen Halbfinalverlierern Japan die bessere Zeit gelaufen war. Der Winter 2013/14 wurde schließlich ihre erfolgreichste Saison, nachdem sie in der Gesamtwertung über 1500 Meter den siebten Platz erreichte.
Im Oktober 2016 siegte Lobyschewa über 500 und 1500 Meter beim Kolomna Kremlin Cup und gewann im Dezember 2016 auf gleicher Bahn nach fünf Jahren ohne nationalen Titel über die 1000 Meter ihren insgesamt 16. Russischen Meistertitel. Nach dem Winter 2016/17 beendete Lobyschewa ihre aktive Eisschnelllauf-Karriere. Ihre letzten internationalen Rennen bestritt sie bei den Eisschnelllauf-Einzelstreckenweltmeisterschaften 2017 in Gangneung, bei denen sie über die 1000 Meter nochmal Neunte und über die 1500 Meter Elfte wurde.

## Eisschnelllauf-Weltcup-Platzierungen
Die Tabelle zeigt die erreichten Platzierungen im Eisschnelllauf-Weltcup.
- Platz 1.–3.: Anzahl der Podiumsplatzierungen
- Top 10: Anzahl der Platzierungen unter den ersten zehn

| Platzierung         | 100 m | 500 m | 1000 m | 1500 m | 3000 m | 5000 m | 10.000 m | Team | Gesamt |
| ------------------- | ----- | ----- | ------ | ------ | ------ | ------ | -------- | ---- | ------ |
| 1. Platz            |       |       |        |        |        |        |          | 3    | 3      |
| 2. Platz            |       |       |        |        |        |        |          | 3    | 3      |
| 3. Platz            |       |       |        |        |        |        |          | 5    | 5      |
| Top 10              |       | 1     | 18     | 20     |        |        |          | 24   | 63     |
| Stand: Karriereende |       |       |        |        |        |        |          |      |        |